# 大伴談
大伴 談（おおとも の かたり）は、古代日本の将軍。名は語とも表記する。姓（カバネ）は連。大伴室屋の子（一説には弟）。子に金村がいる。

## 経歴
雄略朝の対新羅派遣軍の大将。雄略天皇9年（465年）3月、天皇の命を奉じて紀小弓、蘇我韓子、小鹿火宿禰ら他将と共に新羅を討った。新羅王・慈悲麻立干は数百騎の手勢で遁走、それを追撃し敵将を斬るも残兵は降伏せず、談は小弓と共に闘ったが、その夜に戦死した。
また、その従者の津麻呂も談連が敵に殺されたと聞き「主人が死んだのに生きていても仕方がない」と再び敵中に飛び込み死んだという。
『新撰姓氏録』左京神別中によれば、談は父（一説には兄）の室屋と共に衛門の左右を分衛したと記述され、また同じく右京神別上によれば佐伯日奉造（さえきのひまつりのみやつこ）は大伴氏（天忍日命の後裔氏族）と同祖で、談の後裔とされる。